# Samurai Jack: The Amulet of Time
Samurai Jack: The Amulet of Time es un videojuego de acción desarrollado por el estudio británico Virtucraft y distribuido por BAM! Entertainment (la distribución europea fue gestionada por Acclaim Entertainment) para la Game Boy Advance. Basado en la serie animada Samurai Jack, el juego fue lanzado después de que se alcanzara un acuerdo de licencia entre Cartoon Network y BAM! Entertainment en enero de 2002. Fue lanzado a nivel mundial el 25 de marzo de 2003, y es el primero de tres videojuegos oficiales de Samurai Jack.

## Jugabilidad
El juego sigue el viaje de Jack por medio de siete áreas para obtener los pedazos de gema elementales de un amuleto que puede enviarlo de regreso a su época. A medida que se recolecten más pedazos de gema, el jugador desbloqueará más armas y habilidades de Jack, como un supersalto y un martillo de batalla.

## Recepción
El juego recibió reseñas «mixtas» de acuerdo con el sitio web agregador de reseñas Metacritic. Craig Harris de IGN citó las similitudes del juego con Metroid y juegos recientes de Castlevania como buen diseño, pero dijo que el juego carecía de originalidad.